# 李金萬
李金萬（2月10日—），是TVBS的氣象主播之一。

## 學歷
- 文化大學地學系氣象博士
- 美國ATARS及NOAA／FSL研究

## 經歷
- 民航局觀測員
- 預報員
- 主任氣象員
- 臺長
- 副主任
- 主任
- 民航局及國科會研究計畫主持人

## 曾主播過或主持過的節目
- 時間待查：TVBS氣象

## 外部連結
- 李金萬TVBS官方網站 （页面存档备份，存于）